# 1593
سنة 1593 كانت سنة بسيطة تبدأ يوم الجمعة (الرابط يظهر نموذج التقويم الكامل للسنة) من التقويم اليولياني.

## أحداث
- تأسيس مدينة سان سلفادور دي خوخوي وتقع حاليا في الأرجنتين.
- تأسيس مدينة آقجبدي وتقع حاليا في أذربيجان.
- تأسيس مدينة تارنوبزج وتقع حاليا في بولندا.
- تأسيس مدينة زفيجنتس وتقع حاليا في بولندا.
- تأسيس مدينة مومباسا وتقع حاليا في كينيا.
- بداية الحرب الطويلة في 1593 والتي انتهت في 1606.

## مواليد
- أرتيميسا جنتلسكي
- موريس سافوي

## وفيات
- أنطونيو فينيزيانو شاعر إيطالي
- بول لوثر
- جاك أميوت كاتب فرنسي
- جونغ تشول
- جوهانس هرمان
- حسن باشا التلي قائد عسكري وسياسي عثماني
- خوان دي هيريرا مهندس معماري إسباني
- غيسيبي أرسيمبولدو رسام إيطالي
- كريستوفر مارلو كريستوفر